# Lampona flavipes
Lampona flavipes is een spinnensoort uit de familie Lamponidae. De soort komt voor in het midden en oosten van Australië.